# Holland Taylor
Holland Virginia Taylor, född den 14 januari 1943 i Philadelphia i Pennsylvania, är en amerikansk skådespelare och dramatiker. Taylor har bland annat uppmärksammats för rollen som Ruth Dunbar i Bosom Buddies, som Roberta Kittleson i Advokaterna och som Evelyn Harper i 2 1/2 män. Hon har också varit med i filmer som Djungel-George.

## Filmografi i urval
- 1975 - Kojak (TV-serie)
- 1981-1983 - All My Children (TV-serie)
- 1983 - Kärlek ombord (TV-serie)
- 1989 - Mord och inga visor (TV-serie)
- 1992–1993 – Vita huset nästa? (TV-serie)
- 1995 - Till varje pris
- 1995 - Hur man gör ett amerikanskt lapptäcke
- 1996 - En underbar dag
- 1997 - Djungel-George
- 1997 - Truman Show
- 1998 - Veronica (TV-serie)
- 1998–2003 - Advokaterna (TV-serie)
- 1999 - Cityakuten (TV-serie)
- 1999 - Ally McBeal (TV-serie)
- 2000 - Tro, hopp, kärlek
- 2001 - Legally Blonde
- 2002 - Spy Kids 2 - De förlorade drömmarnas ö
- 2003–2015 - 2 1/2 män (TV-serie)
- 2004-2008 - The L Word (TV-serie)
- 2017 - Mr. Mercedes (TV-serie)
- 2021 – The Chair (TV-serie)